# Hrabstwo Andrews
Hrabstwo Andrews (ang. Andrews County) – hrabstwo w USA, w stanie Teksas, na Wysokich Równinach. Według danych z 2023 liczy 18,7 tys. mieszkańców (w tym 14,5% urodziło się poza USA). Siedzibą hrabstwa jest miasteczko o takiej samej nazwie. Inne miejscowości, to: McKinney Acres i Florey.
Andrews zostało utworzone w 1875 z hrabstwa Bexar i nazwane tak w imieniu Richarda Andrewsa, który był żołnierzem w czasie Rewolucji Teksaskiej. Do 2013 roku w hrabstwie obowiązywała całkowita prohibicja.

## Sąsiednie hrabstwa
- Hrabstwo Gaines (północ)
- Hrabstwo Martin (wschód)
- Hrabstwo Midland (południowy wschód)
- Hrabstwo Ector (południe)
- Hrabstwo Winkler (południowy zachód)
- Hrabstwo Lea, Nowy Meksyk (zachód)

## Gospodarka
- wydobycie ropy naftowej (14. miejsce w stanie) i gazu ziemnego (36. miejsce)[3]
- ponad jedna czwarta mieszkańców zatrudniona jest w usługach edukacyjnych lub zdrowotnych[4]
- uprawa bawełny i orzeszków ziemnych[5].

Hrabstwo jest jednym z najbogatszych w Zachodnim Teksasie. Średni dochód gospodarstwa domowego (dane z 2023) wynosi 76 902 dolarów, zaś dochód na mieszkańca 36 935 dolarów. 11,4% mieszkańców żyje poniżej relatywnej granicy ubóstwa.

## Demografia
W latach 2000–2020 populacja hrabstwa wzrosła o 43,1%. Struktura rasowa wygląda następująco (2023):
- Latynosi – 58,2%
- biali nielatynoscy – 38,3%
- czarni lub Afroamerykanie – 2,2%
- rdzenna ludność Ameryki – 1,7%
- Azjaci – 0,8%.

## Religia
Członkostwo w 2020:
- protestanci – ok. 50%
- katolicy – 14,8%
- mormoni – 1,8%
- świadkowie Jehowy – 1%.